# Contomastix vacariensis
Espèce
Synonymes
- Cnemidophorus vacariensis Feltrim & Lema, 2000

Statut de conservation UICN

 DD  : Données insuffisantes
Contomastix vacariensis est une espèce de sauriens de la famille des Teiidae.

## Répartition
Cette espèce est endémique du Rio Grande do Sul au Brésil.

## Étymologie
Son nom d'espèce, composé de vacari[a] et du suffixe latin -ensis, « qui vit dans, qui habite », lui a été donné en référence au lieu de sa découverte, la municipalité de Vacaria dans le nord-est du Rio Grande do Sul.

## Publication originale
- Feltrim & Lema, 2000 : Uma nova espécie de Cnemidophorus Wagler, 1830 do estado do Rio Grande do sul Brasil (Sauria, Teiidae). Biociências, vol. 8, no 1, p. 103-114.